# Dead Line
Dead Line es una película argentina escrita y dirigida por Sergio Esquenazi, producida por Christian Koruk y protagonizada por Andrés Bagg, Virginia Lustig, Oliver Kolker y Chris Longo. Fue la precursora de los films de género de micro-presupuesto rodadas en Argentina en idioma inglés.

## Sinopsis
Martin Sanders es un joven creativo que no solo acaba de perder su empleo en una importante empresa de publicidad sino que
además su esposa lo ha abandonado. Solo y abatido pasa su tiempo escuchando conversaciones que son captadas por su teléfono
inalámbrico. Una de esas conversaciones capta a una prostituta de nombre Diana negociando con un cliente. Un día después,
Martin se entera por la prensa que una prostituta de nombre Diana había sido brutalmente asesinada. Comprende que la voz
del cliente es la voz del asesino, el cual vive en su enorme y gris edificio. Martin intentará dar una identidad a esa voz y antes de
darse cuenta se encontrará envuelto en un peligroso juego del gato y el ratón, donde el hombre que intenta cazar tal vez ya lo
esté cazando a él.

## Producción
Originalmente llamada Interferencia, Dead Line es un film de micro-presupuesto producido por Christian Koruk y rodada íntegramente en Buenos Aires, Argentina en idioma inglés.
El rodaje duró 10 días y la posproducción un mes. El film fue adquirido por The Asylum y distribuido en más de 30 países además de haberse vendido a distintas
televisoras de Europa. En general el título Dead Line fue respetado salvo contadas excepciones. En Japón se la llamó Next y en México y Centroamérica se la conoce como
La voz del Asesino. Luego del éxito de Dead Line, diferentes productores y distribuidores argentinos intentaron producir films de terror de bajo presupuesto hablados en inglés.
Entre esos films se encuentran Directors Cut, de Hernán Findling, La Muerte Conoce tu Nombre, de Daniel de la Vega y La Última Entrada de Demián Rugna, entre otras.

## Premios

### BARS
|Mención Mejor Actriz || Virginia Lustig || Ganadora

### Reparto
- Andrés Bagg

- Virginia Lustig

- Oliver Kolker

- Chris Longo

- Julio Luparello

- Brent Garlock

- Hugo Halbrich

- Alejandra Lapola

- Jorge Sabate

- Ian Duddy

- Jackie Bousquet